# Мелвилл, Джордж, 1-й граф Мелвилл
Джордж Мелвилл, 1-й граф Мелвилл (англ. George Melville, 1st Earl of Melville; 1636 — 20 мая 1707) — шотландский пэр и политик.

## Происхождение
Родился в 1636 году. Сын Джона Мелвилла, 3-го лорда Мелвилла из Монимейлла (? — 1643), и его жены Энн Эрскин, дочери сэра Джорджа Эрскина из Иннертейла.
В мае 1643 года после смерти своего отца Джордж Мелвилл унаследовал лордство Мелвилл.
После Реставрации Стюартов Джордж Мелвилл был умеренным вигом и пресвитериан, который, служа под началом герцога Монмута во время подавления им ковенантеров в 1679 году, пытался убедить повстанцев (вигов-экстремистов) мирно сложить оружие.

## Изгнание
Поворотный момент в его карьере наступил в 1683 году, когда Джордж Мелвилл и его сын Дэвид Лесли-Мелвилл, граф Левен, были обвинены в соучастии в заговоре Рай-хаус. Это был заговор вигов с целью убийства короля Карла II и его брата герцога Йоркского (будущего короля Якова II). Чтобы избежать ареста, Джордж Мелвилл вместе со своим сыном бежал в Нидерланды, где они присоединились к группе британских протестантских изгнанников при дворе принца Вильгельма Оранского. Здесь Мелвилл стал одним из главных шотландских сторонников Вильгельма Оранского.

## Возвращение
В 1688 году он вернулся в Англию с королём Вильгельмом III и был восстановлен в правах. После «Славной революции» 1688 года Джордж Мелвилл играл видную роль в шотландской и английской политике, особенно в парламенте Конвента, который предложил корону Шотландии Вильгельму Оранскому и его жене Марии, дочери свергнутого короля Якова II. В 1689 году Вильгельм Оранский назначил его единственным государственным секретарем Шотландии (1689—1690), а 8 апреля 1690 года для него были созданы титулы  графа Мелвилла ,  виконта Кирколди и  лорда Рэйтом, Монимейлом и Балвири (все титулы в Пэрстве Шотландии).
Хотя назначение лорда Мелвилла Хранителем Малой печати Шотландии в 1693 году было политическим понижением, он пользовался значительными жалованьями, особенно после 1696 года, когда он стал президентом Тайного совета Шотландии с годовым жалованьем в 1000 фунтов стерлингов. Однако он был лишен своих должностей, когда Анна Стюарт стала королевой в 1702 году.

## Семья
18 января 1655 года Джордж Мелвилл женился на Кэтрин Лесли, дочери Александра Лесли, лорда Балгони, и леди Маргарет Лесли. У супругов были следующие дети:
- Энн Мелвилл
- Джеймс Мелвилл
- Александр Мелвилл, лорд Рэйт (23 декабря 1655 — 27 марта 1698)[1]
- Маргарет Мелвилл (род. 28 октября 1658)[1]
- Дэвид Лесли, 3-й граф Левен (5 мая 1660 — 6 июня 1728)[1], третий сын и преемник отца.